# 청우운수
청우운수(靑宇運輸)는 경기도 부천시의 시내버스 운송 업체이고 본사는 경기도 부천시 봉오대로556번길 26(고강동, 고강동공영차고지)에 있다.

## 역사
초창기에는 시내버스 회사로 시작하였으며 2007년 10월 1일 부로 번 계열 마을버스 노선들이 도시형버스로 승격 · 전환되어 시내버스 회사로 바뀌었다.

## 현황
2023년 11월 기준이다.
| 운행업체 | 보유 노선수 | 보유 노선수 | 보유 노선수 | 보유 노선수 | 보유 노선수 | 등록 대수 | 등록 대수 | 등록 대수 | 등록 대수 | 등록 대수 |
| -------- | ----------- | ----------- | ----------- | ----------- | ----------- | --------- | --------- | --------- | --------- | --------- |
| 운행업체 | 노선 합계   | 광역급행    | 직행좌석    | 일반좌석    | 시내일반    | 대수 합계 | 광역급행  | 직행좌석  | 일반좌석  | 시내일반  |
| 청우운수 | 11          | -           | -           | -           | 11          | 114       | -         | -         | -         | 114       |

## 운행 노선
- ● 58번: 은행단지 - 과학수사본부 - 미도아파트 - 정도아파트 - 새보미아파트 - 진영아파트 - 고강아파트 - 수주중학교 - 고강1동 주민센터 - 원종제일시장 - 서림아파트 - 오정농협 - 오건아파트 - 신동문아파트 - 오정동 행정복지센터 - 덕산고등학교 (옛 016번)[2]
- ● 58-1번: 은행단지 - 과학수사본부 - 과학수사연구원 - 고강동우체국 - 고강선사유적공원 - 성곡중학교-까치울역
- ● 59번: 부천터미널 소풍 - 상동역 - 현대백화점 중동점 - 부천시청/부천시청역 - 롯데백화점 중동점, 신중동역 - 부천세무서, 부천교육청 - 약대오거리 - 도당사거리 - 도당교 - 원종2동주민센터 - 원종사회복지회관 - 오정구청 - 신동문아파트 - 원일초등학교 - 고강1동 주민센터 - 수주초등학교, 수주중학교, 수주고등학교 - 고강동 철탑 - 신월사거리 → 나누리병원 → 화곡역 → 신화중학교 - 신월5동주민센터 → 신월사거리 (옛 016-1번) (전차량 저상버스 운행)
- ● 59-1번: 아인스월드 -만화박물관 - 부천터미널 소풍 - 상동역 - 현대백화점 중동점 - 부천시청, 부천시청역 - 롯데백화점 중동점, 신중동역 - 부천세무서, 부천교육청 - 약대오거리 - 도당사거리 - 성곡동행정복지센터 - 원종종합시장 - 원종역 - 오정농협 - 해주아파트 - 양원초교.광영여고 - 신월5동 - 화곡역 - 화원중 - 신월초 (전차량 저상버스 운행)
- ● 60번: 부천옥길전기차충전소 - 센트럴힐 - 역곡역 - 소사어울마당 - 소사역 - 가톨릭대학교 부천성모병원 - 석왕사 - 부천종합운동장역 -여월휴먼시아 4,5단지 - 성곡동행정복지센터 - 원종종합시장 - KT북부천지사 - 도당사거리 - 신흥주민지원센터 - 신흥시장 - 부천체육관 - 부천테크노파크4단지 (옛 016-2번) (전차량 저상버스 운행)
- ● 60-1번: 고강동차고지 -화곡역 - OBS - 부천우편집중국 - 부천IC - 테크노파크 쌍용3차 - 부천테크노파크 - 삼정초등학교 - 신흥시장 - 약대오거리 - 부천교육청, 부천세무서 - 롯데백화점 중동점, 원미경찰서, 신중동역 - 부천소방서 - 부천대학교 - 부천자유시장 - 부천역 - 소사역 - 소사어울마당 (전차량 저상버스 운행)
- ● 77번: 고강동차고지 - 화곡역 - 신월5동주민센터/신월중학교/ 이마트메트로 신월점 - 수주초교 - 고강사거리 - 간대미사거리- 성곡중학교/부천시장애인복지관 - 까치울초교 - 까치울역 - 여월휴먼시아2,3,4,5단지 - 부천종합운동장역 (이 노선은 소신여객에서 이관 받은 후 번호 변경 및 일부노선변경) (전차량 저상버스 운행)

### 맞춤형버스
- ● 58-A번: 은행단지 - 과학수사본부 - 미도아파트 - 정도아파트 - 새보미아파트 - 진영아파트 - 고강아파트 - 수주중학교 - 고강1동 주민센터 - 원종제일시장 - 서림아파트 - 오정농협 - 오건아파트 - 신동문아파트 - 오정동 행정복지센터 - 덕산고등학교   (일요일,공휴일 운행)
- ● 58-B번: 오정물류단지1단지, 오정산업단지, 오정샛말주택단지, 덕산고, 봉오대로사거리, 세종아파트, 덕산중학교.오정대공원, 오정동행정복지센터, 월산장미아파트, 성곡동행정복지센터.홈플러스여월점, 여월휴먼시아1단지, 부천종합운동장역(4번 출구)

## 보유 차량
- KGM커머셜 - 에디슨모터스 화이버드
- 자일대우버스 - 자일대우 레스타, 자일대우 NEW BS110
- 현대자동차 - 현대 카운티, 현대 저상 뉴 슈퍼 에어로시티, 현대 일렉시티
- 비야디 자동차 - BYD eBus-11

## 갤러리

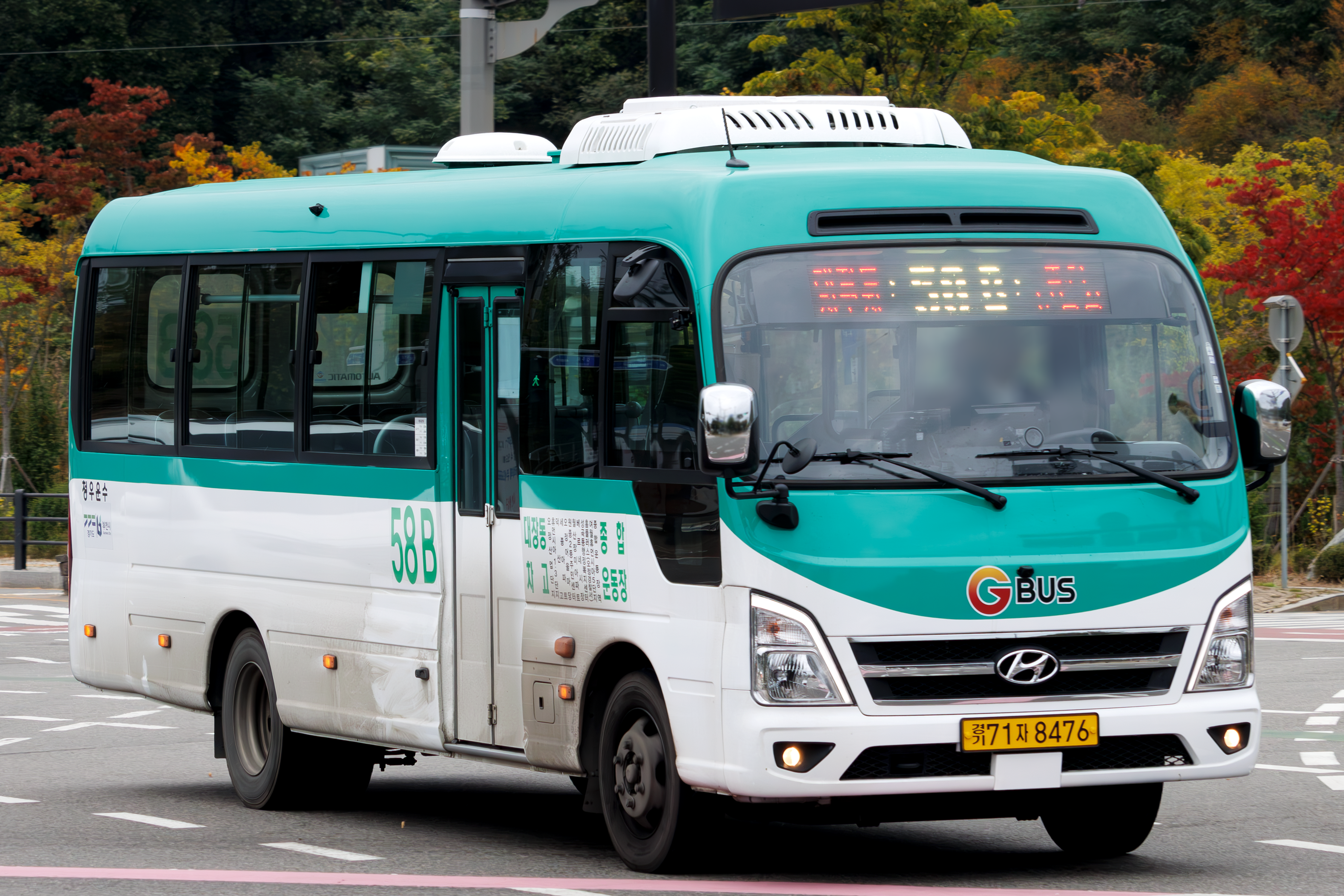
부천시내버스 58-B번